# Alex Soze
Alexander Mulder (Oldenzaal,1979) (beter bekend als Alex Soze) is een Nederlandse influencer en youtuber.

## Biografie
Mulder werd geboren in 1979 te Oldenzaal. Mulder werd bekend tijdens de corona periode in 2021 toen hij in de Aldi boodschappen deed en hij geen mondkapje wou dragen en dat duidelijk liet weten aan een medewerker, toevallig werd dit geflimd en op YouTube gezet. 
Later begon Mulder zelf filmpjes te maken op Youtuber en bedacht hij de slogan 'alles kan kapot' en 'uushhh' dat door de jeugd werd overgenomen. Mulder zat meerdere malen in de gevangenis.
In 2022 zat hij een aflevering bij Andy in de auto van Andy van der Meijde. In 2024 zat hij een aflevering bij RoddelPraat. Tegenwoordig woont Mulder in Dubai.